# Дилейни, Джимми
Джеймс Диле́йни (англ. James Delaney; 3 сентября 1914 — 26 сентября 1989), более известный как Джи́мми Диле́йни — шотландский футболист, выступавший за ряд шотландских, ирландских и английских клубов, а также за сборную Шотландии.

## Семья
Джимми родился в Клиленд, Северный Ланаркшир, в семье Патрика Дилейни и Бриджит Нэш. Его внук, Джон Дилейни, также стал профессиональным футболистом, выступая на позиции защитника за «Селтик» и «Норвич Сити».

## Клубная карьера
Дилейни перешёл в «Селтик» в 1933 году на любительских условиях, а годом спустя подписал с клубом профессиональный контракт. Он провёл 13 лет в составе «Селтика», проведя за клуб 305 матчей во всех турнирах.
В 1946 году Дилейни перешёл в «Манчестер Юнайтед» за £4000. Его дебют за клуб состоялся 31 августа 1946 года в матче против «Гримсби Таун» на «Мейн Роуд», в котором «Юнайтед» одержал победу со счётом 2:1. Он помог команде выиграть Кубок Англии 1948 года. Всего он провёл за «Юнайтед»  183 матча и забил 28 голов.
В ноябре 1950 года 36-летний Дилейни вернулся в Шотландию, подписав контракт с клубом «Абердин». Через год он перешёл в «Фалкирк», в котором провёл 3 сезона. В январе 1954 года «Дерри Сити» заплатил за него £1500, рекордную сумму для Ирландской футбольной лиги, что было особенно примечательно с учётом того, что Джимми было уже 39 лет. Спустя два года он перешёл в «Корк Атлетик» в качестве играющего тренера, а затем завершил карьеру в клубе «Элгин Сити» из Хайлендской футбольной лиги.

## Карьера в сборной
Дилейни сыграл 15 матчей за сборную Шотландии, забив в них 6 голов.

## Смерть
Дилейни умер в сентябре 1989 года, вскоре после своего 75-го дня рождения.

## Достижения
Дилейни выиграл 3 британских кубка: Кубок Шотландии с «Селтиком» в 1937-м, Кубок Англии с «Манчестер Юнайтед» в 1948-м и Кубок Ирландии с «Дерри Сити» в 1954-м году.
15 ноября 2009 года Джимми Дилейни был включён в Зал славы шотландского футбола.